# Salon international de la radio et de la télévision
Le salon international de la radio et de la télévision puis salon international de la radio télévision et de l'électroacoustique est un ancien salon annuel puis biannuel français consacré à la radio et à la télévision, étendu par la suite à l'électronique audio.
Il a d'abord débuté comme salon de la radiotélévision, organisé par la RTF et la Fédération nationale des industries électroniques (FNIE), avec 23 salons organisés dont le dernier a eu lieu en 1961. Puis en 1963, il est devenu salon international avec pour la première fois des exposants étrangers (il sera pendant plusieurs années, au contraire des autres pays, le seul salon de radio et télévision à accueillir des marques étrangères). Cette édition, qui s'est tenue en septembre 1963 au parc des expositions de la porte de Versailles à Paris abritait 210 stands d'exposition et auditoriums, 6 studios et assurait des présentations au Palais des sports situé à proximité immédiate et dans une salle de spectacle de 400 places. Elle présenta aussi la deuxième chaine de télévision qui allait être mise en service quelques mois plus tard. Lors de cette édition, une expérience de transmission à longue distance de Paris à Marseille de télévision en couleur selon le procédé SECAM fut réalisée. Pour l'édition de 1965, un demi-million de visiteurs était attendu. 40% des foyers français sont alors équipé d'un téléviseur (trois fois plus qu'en 1960). Le salon de 1969, organisé par ce qui est devenu l'ORTF et les deux syndicats de la construction radio-électrique, le SCART (syndicat de constructeurs d'appareils de radiodiffusion et de télévision) et le SERC est inauguré par le Premier ministre Jacques Chaban-Delmas. Il  mettra en avant le téléviseur couleur au procédé SECAM et le son en haute fidélité par stéréophonie.
D'autres salons de radio-télévision patronnés par l'ORTF ouvriront ailleurs en France, à Bordeaux et à Lyon, de manière aussi biannuel en alternance avec celui de Paris.